# Movimiento de Reforma y Renovación
El Movimiento de Reforma y Renovación o HVB (holandés: Hervormings- en Vernieuwingsbeweging) es un partido político de Surinam fundado en 2017. El partido es principalmente apoyado por habitantes de Surinam de ascendencia javanesa.

## Historia
El HVB empezó como un movimiento político dentro del partido político Pertjajah Luhur (PL). De este grupo inicial formaban parte Raymond Sapoen, Diepak Chitan y Mike Noersalim, quien lo lideró hasta que fue nombrado Ministro del Interior en 2015. 
Poco después de las elecciones de 2015, Sapoen y Chitan dejaron el PL pero mantuvieron sus escaños en la Asamblea Nacional de Surinam (DNA). En octubre, Noersalim siendo aún ministro se aseguró de que los dos legisladores fueran un grupo reconocido en la DNA. Sin embargo en diciembre, las tensiones entre el PL y Noersalim llevaron a su expulsión del PL.
A su vez, el PL entabló varias demandas legales con el objetivo de revocar el mandato de ambos legisladores. Si bien el PL ganó tres de esas demandas, el Partido Democrático Nacional que por ese entonces gobernaba aprobó una nueva ley que les permitió a Chitan y Sapun conservar sus escaños.
El 28 de octubre de 2017 el HVB fue proclamado oficialmente como un nuevo partido político de Surinam liderado por Noersalim. Los estatutos del HVB estipulan un límite máximo de 10 años para el mandato de su líder.

### Elecciones de 2020
El HVB compitió en ocho distritos en las elecciones de 2020, pero no consiguió ningún escaño.